# همه‌جان‌انگاری
همه‌جان‌انگاری یا پَن‌سایکیزم (به انگلیسی: Panpsychism) دیدگاهی فلسفی است که بر مبنای آن ذهن یا هر چیز ذهن‌وار، ویژگی بنیادین همه‌چیز در جهان است و ویژگیِ اساسی‌ای است که همهٔ ویژگی‌های دیگر از آن مشتق می‌شوند. یک همه‌جان‌انگار فرضش از خود، ذهنی است در جهانی از اذهان.
همه‌جان‌انگاری یکی از کهن‌ترین نظریه‌های فلسفی است و آن را به فیلسوفانی چون تالس و افلاطون و بعدتر اسپینوزا، لایبنیتس، ویلیام جیمز، آلفرد نورث وایتهد و گالن استراوسون نسبت می‌دهند. پیشینهٔ نام‌گذاری این مقوله تحت عنوان پَن‌سایکیزم به قرن شانزدهم و نوشته‌های فیلسوف ایتالیایی فرانچسکو پاتریتسی بازمی‌گردد. این عبارت از ترکیب واژه‌های یونانی «pan» (به معنی همه، همه‌چیز، کُل) و «psychê» (به معنی روح، روان و ذهن) ایجاد شده است.
در قرن نوزدهم میلادی، همه‌جان‌انگاری نظریهٔ پیش‌فرض فلسفهٔ ذهن بود، اما در سال‌های میانی قرن بیستم و با رشد اثبات‌گرایی منطقی محبوبیت آن رو به افول گذاشت. در سال‌های اخیر و با مطرح شدن مسئله دشوار خودآگاهی، همه‌جان‌انگاری بار دیگر مورد توجه قرار گرفته است.